# Amorbia concavana
Amorbia concavana es una especie de polilla del género Amorbia, tribu Sparganothini, subfamilia Tortricinae.

## Distribución
Se distribuye por Panamá.

## Taxonomía
Fue descrita por Zeller en 1877 y publicada en Horae Soc. ent. Ross. 13: 91.